# Tegenaria hispanica
Tegenaria hispanica es una especie de arañas araneomorfas de la familia Agelenidae.

## Distribución geográfica
Es endémica del nordeste de la península ibérica (España).